# Петър Чапкънов
Петър Г. Чапкънов е български революционер, деец на Вътрешната македоно-одринска революционна организация и на Вътрешната тракийска революционна организация.

## Биография
Петър Чапкънов е роден през 1882 или 1884 година в дедеагачкото село Окуф, тогава в Османската империя. Присъединява се към ВМОРО и от октомври 1902 година е четник при Вълчо Антонов.
През декември 1902 година пристига заедно с Коста Нунков, Димо Николов и Теню Колев от Аладаа, снабдени с адски машини и 100 килограма динамит в Дедеагачко, където трябва да подпомогнат Марин Чолаков и да проучат възможностите за атентати по железопътната линия.
През Илинденско-Преображенското въстание е командир на първо отделение в четата на Кръстьо Българията и участва в нападението срещу одринското село Хаджиталашман. През 1904 година е четник при Михаил Даев, а след това при Димитър Загорски и Димо Николов в Дедеагачко и Гюмюрджинско.
Участва в Балканската война като доброволец в Македоно-одринското опълчение в четата на Кръстьо Българията, после в 2 рота на 6 охридска дружина. Награден е с орден „За храброст“ IV степен След края на Първата световна война Георги Поппетков Калоянов, Димитър Маджаров и Петър Чапкънов сформират една от първите български чети за действие срещу гръцките власти в Тракия. По-късно е войвода на една от групите на Вътрешната тракийска революционна организация, под главното командване на войводата Тане Николов.